# 愛の園 (ルーベンス)
『愛の園』（あいのその、蘭: De tuin der liefde, 西: El jardín del Amor, 英: The Garden of Love）、あるいは『愛の庭』（あいのにわ）は、バロック期のフランドルの巨匠ピーテル・パウル・ルーベンスが1630年から1635年に制作した風俗画である。油彩。王侯貴族が庭園で催したフェテ・シャンペトル（Fête champêtres, 園遊会などの意）のような当世風の社交を神格化して描いている。発注ではなくルーベンスが個人的に制作した作品で、ヴェネツィア派の巨匠ティツィアーノ・ヴェチェッリオの影響が強く、18世紀フランスのアントワーヌ・ヴァトーらの雅宴画の先駆的な作品となった。現在はマドリードのプラド美術館に所蔵されている。また本作品のヴァリアントがドレスデン国立美術館と、バッキンガムシャー州のワデスドン・マナーに所蔵されている。

## 作品

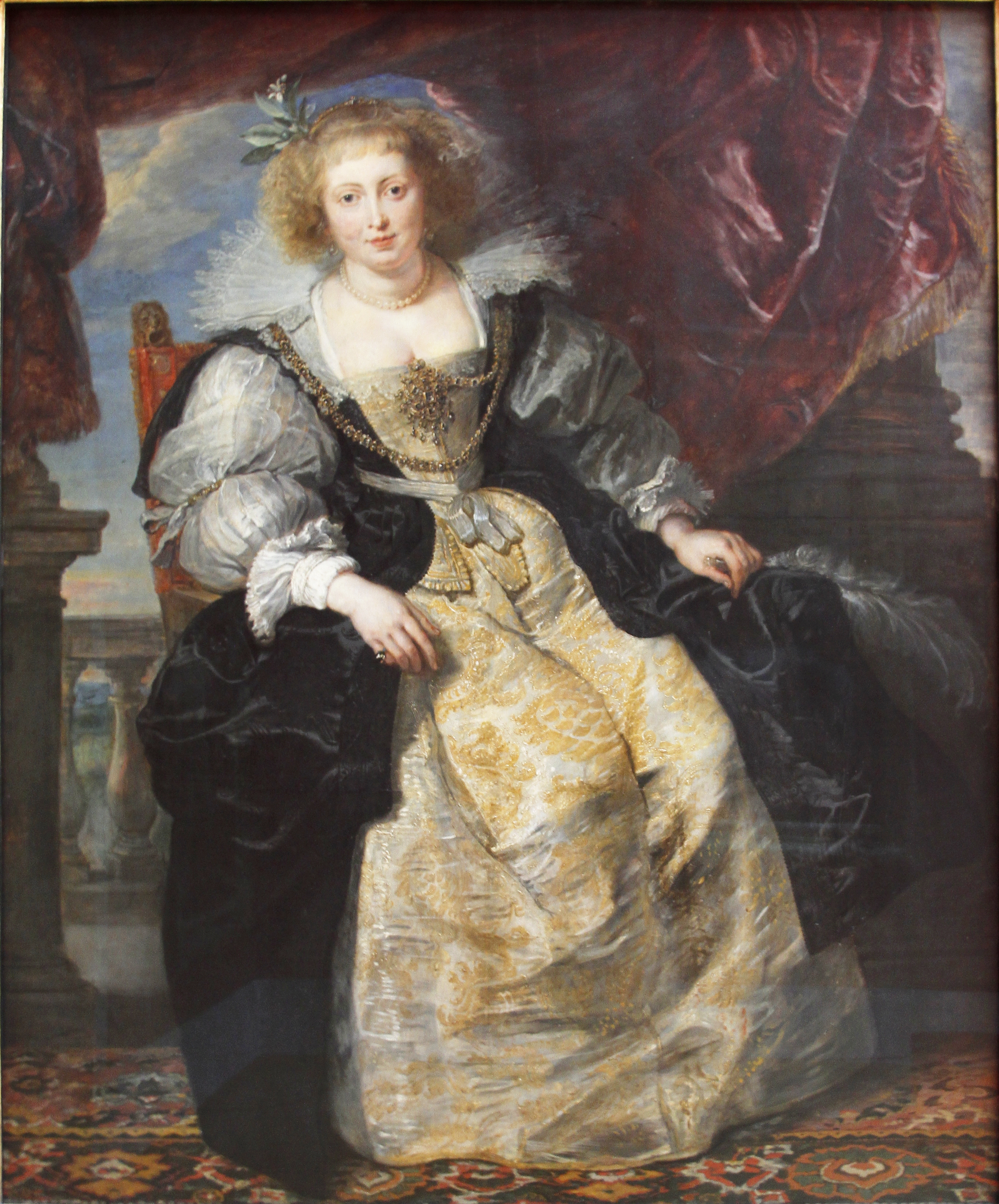
ルーベンスの『結婚衣装をつけたエレーヌ・フールマン』。1630年頃から1631年頃。アルテ・ピナコテーク所蔵。

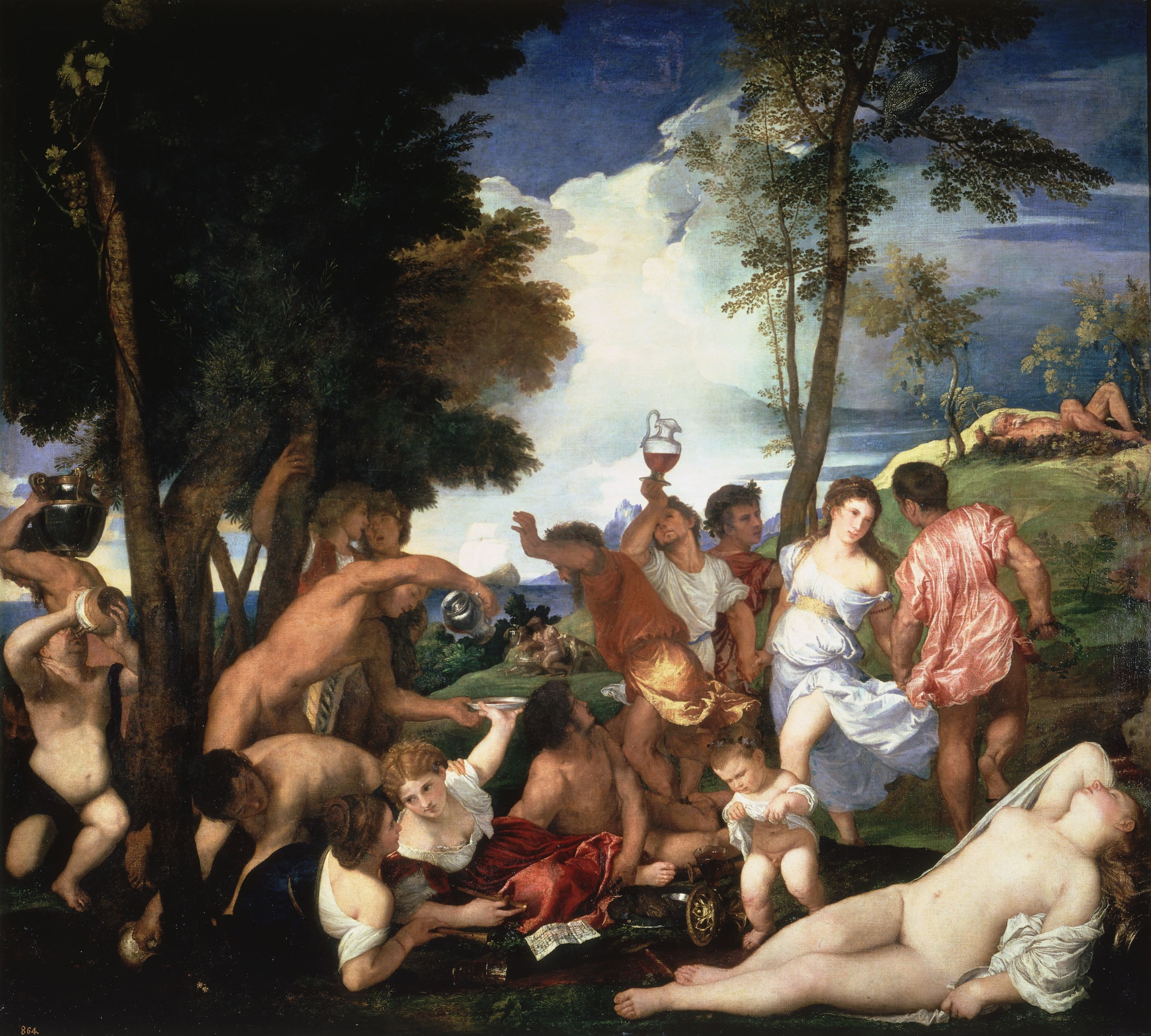
ティツィアーノの『アンドロス島のバッカス祭』。プラド美術館所蔵。

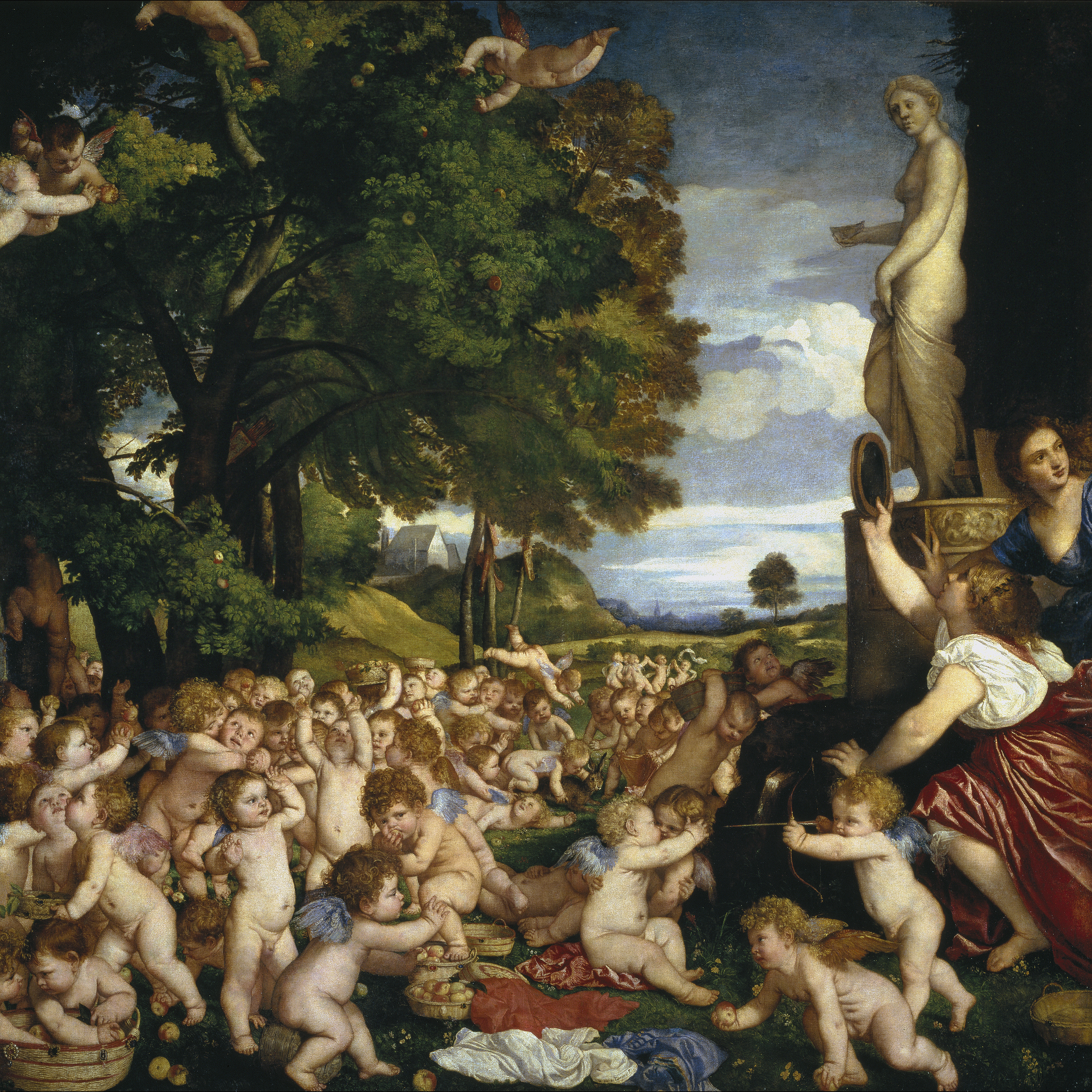
同じく『ヴィーナスへの奉献』。プラド美術館所蔵。

本作品は愛と関連する古典文学やティツィアーノの絵画作品にインスピレーションを得た、喜びに満ちた人生のイメージを作り出すルーベンスの才能を示している。この絵画における愛の概念はルーベンスの私生活と密接に関係している。ルーベンスは1626年に最初の妻イザベラ・ブラントを亡くし、1630年末に16歳のエレーヌ・フールマンと再婚した。ルーベンスは個人的に制作されたこの絵画の中で、自らの人生に新しい官能性と活力をもたらした2度目の結婚を祝っているのである。
牧歌的な庭園の片隅で、17世紀のファッションに身を包んだ上流階級の紳士と淑女たちが楽しそうに過ごしている。彼らの立派な服装は富と地位を誇示している。彼らは音楽家が奏でるリュートの音色を聴きながら、リラックスした様子で庭園に座っている。音楽家の隣に座っている女性は緑のドレスを着ており、小型犬を脇に抱えている。女性はおそらく音楽家の演奏に合わせて歌を歌っており、彼女の隣のプットーは音楽の書物を開いている。画面左では一組の男女がダンスを踊っている。画面右では3人の男女が集会に参加しようとしているが、青いドレスを着た女性は、ミュンヘンのアルテ・ピナコテークに所蔵されている、ルーベンスの妻エレーヌの肖像画と非常によく似ている。彼女は座っている女性に手を引かれ、一緒に座るかあるいは女性の膝の上にいるプットーに触れるよう促されている。
画面右には噴水が設置され、イルカに乗った愛と美の女神ヴィーナスの像が庭園の光景を見つめている。場面全体を主宰するのはこのヴィーナス像である。イルカの口からは水が流れ、ヴィーナス像の胸からも水が噴出している。柱廊式玄関の内部にはヴィーナスの侍女である三美神の像が設置されており、別の貴族たちが集まっている。彼らはルーベンスの『村人の踊り』（Dansende boeren in een landschap）を思い出させる。
画面上部ではプットーたちが飛翔し、人々のもとに舞い降りている。プットーたちの多くは背中に鳥の翼を持つが、中には半透明の昆虫の翼を持つ者もいる。画面左上では彼らに交じって神話の登場人物キューピッドと思われる2人のプットーが弓と矢を持って飛翔している。

### 多様な寓意
ルーベンスは絵画に意味を加える暗示を画面の細部に豊富に与えている。たとえば、成熟した身体を持つヴィーナス像は愛が場面全体に浸透していることを暗示している。さらに翼のあるプットーたちは人々により多くの愛をもたらしている。
ヴィーナス像の隣にとまっている孔雀は結婚の女神ユノ（ギリシア神話のヘラ）の典型的なアトリビュートである。この孔雀はおそらくヴィーナスの愛の概念にユノの属性の1つである母性のニュアンスを加えるために登場させたと解釈されている。
ルーベンスはプットーたちを彫刻ではなく肉体で表現することで神話の世界に命を吹き込んでいる。ルーベンスは背中の翼を様々に描くことで彼らに多様性を与えている。画面左上のキューピッドと思われるプットーの1人は愛と結合の概念を組み合わせた2羽の鳩に結びつけられた赤いリボンを持っている。鳩は伝統的にヴィーナスと関連づけられていた。
画面中央上の飛翔するプットーは、両手に結婚の神ヒュメナイオスと同一視されるアトリビュートの松明と花冠を持っている。ルーベンスは連作《マリー・ド・メディシスの生涯》の絵画の1つの中で、ヒュメナイオスを同じアトリビュートで描いている。このプットーの下方では緑のドレスを着た女性が彼を見上げている。おそらくルーベンスはこの上を見つめる女性の頭を構図のほぼ中央に配置することで、ヒュメナイオスを強調しようとした。

### ティツィアーノの影響
ルーベンスはティツィアーノの多くの作品を模写し、またティツィアーノに触発された作品を残している。本作品の場合は特にティツィアーノがフェラーラ公爵アルフォンソ1世・デステの書斎を飾るために制作し、後にスペイン王室のコレクションに加わった『アンドロス島のバッカス祭』（Baccanale degli Andrii）および『ヴィーナスへの奉献』（Omaggio a Venere）の祝祭的雰囲気とよく似ている。ルーベンスがスペインを訪れた1628年から1629年、ティツィアーノの両作品はまだスペインにはなかったが、おそらく複製を通じて知っていたと考えられている。実際に神話的人物と現実の人物の共存、画面全体を主宰するヴィーナス像、空を飛翔するプットーたち、自然豊かな舞台と豊富な色彩、官能的な雰囲気と性的な暗示、音楽の存在など、『愛の園』の特徴の多くはティツィアーノの絵画を彷彿とさせる。

## 来歴
絵画はスペイン国王フェリペ4世の寝室に飾られていたことが知られており、国王の死の翌1666年に、マドリードのアルカサル王宮のフェリペ4世の寝室で記録された。1686年、また1701年から1703年にかけても国王の寝室で記録された。1703年には王妃の部屋で記録された。その後、1734年に発生したアルカサル王宮が全焼した火災を生き延びると、旧ベドマー侯爵邸に移され、ブエン・レティーロ宮殿、新王宮に移された。スペイン国王フェルナンド7世の死後にプラド美術館の前身である王立美術館（Museo Real de Pinturas）に収蔵された。

## ヴァリアント
ドレスデン国立美術館とバッキンガムシャー州のワデスドン・マナーに本作品のヴァリアントが所蔵されている。
このうち後者の帰属は現在では疑問視されており、おそらくルーベンスの監督下で制作された工房作で、部分的にルーベンスの筆が入っている可能性も指摘されている。もともとマドリードのインファンタード公爵ペドロ・デ・アルカンタラ・アルバレス・デ・トレドに所有され、公爵の死後、息子のパストラーナ公爵マノエル・デ・トレド（Manoel de Toledo）に相続された。その後、絵画はフランスのロスチャイルド家のエドモン・バンジャマン・ド・ロチルドによって購入され、ロスチャイルド家が所有していたワデスドン・マナーに遺贈された。

## 影響
フランドルのクリストフェル・イェーガーによって版画による複製が制作された。

## ギャラリー
他のバージョン

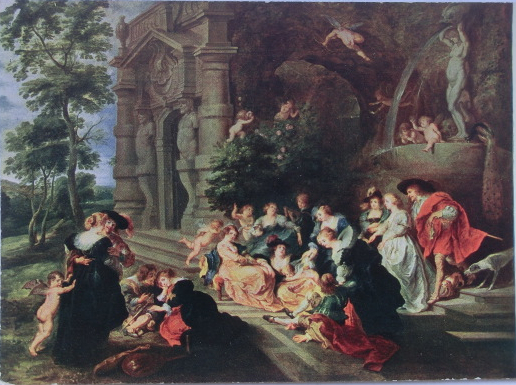
『愛の園』1630年頃 ドレスデン国立美術館所蔵
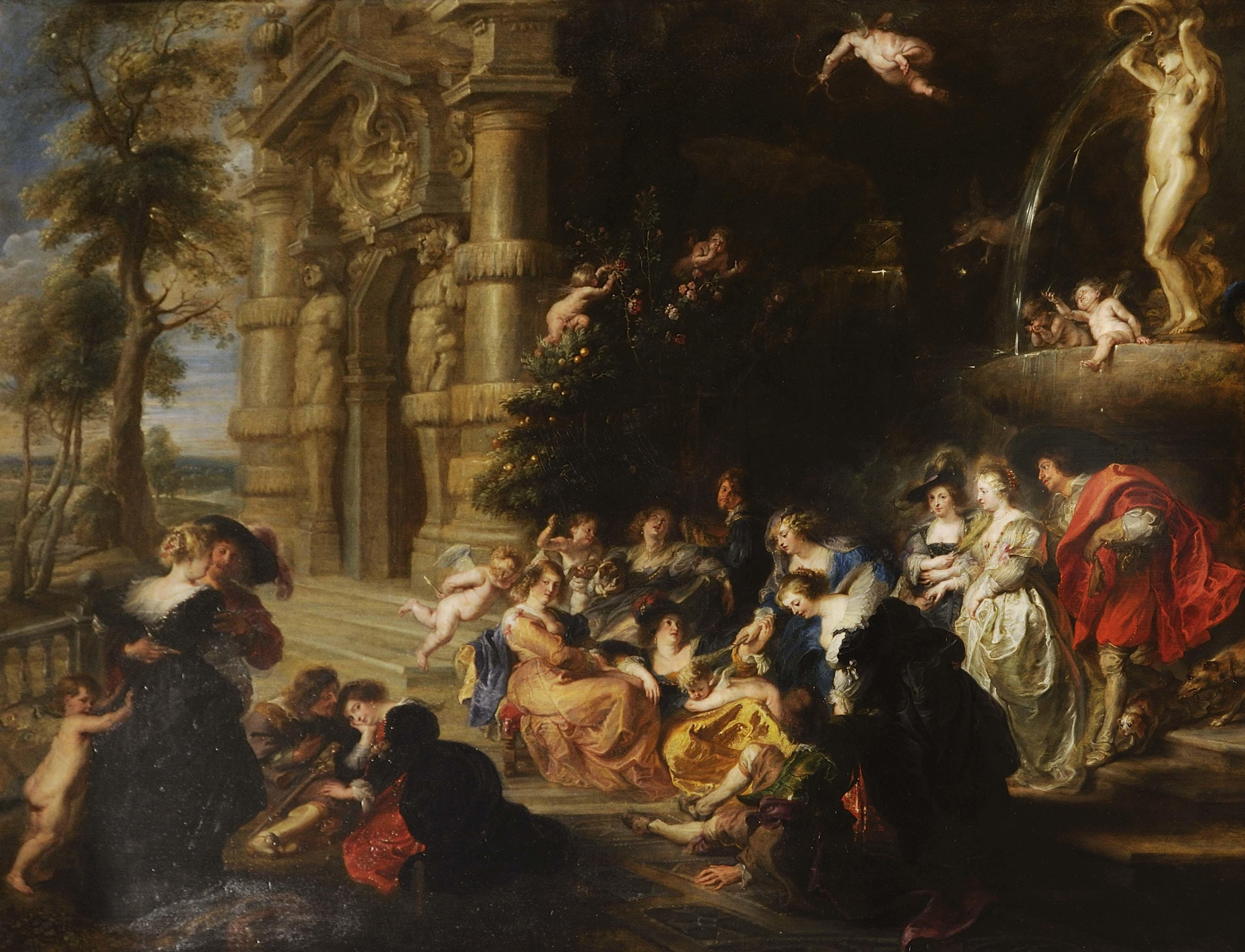
『愛の園』1640年頃 ワデスドン・マナー（英語版）所蔵

関連作品

『城のある庭園』1632年-1635年頃 美術史美術館所蔵
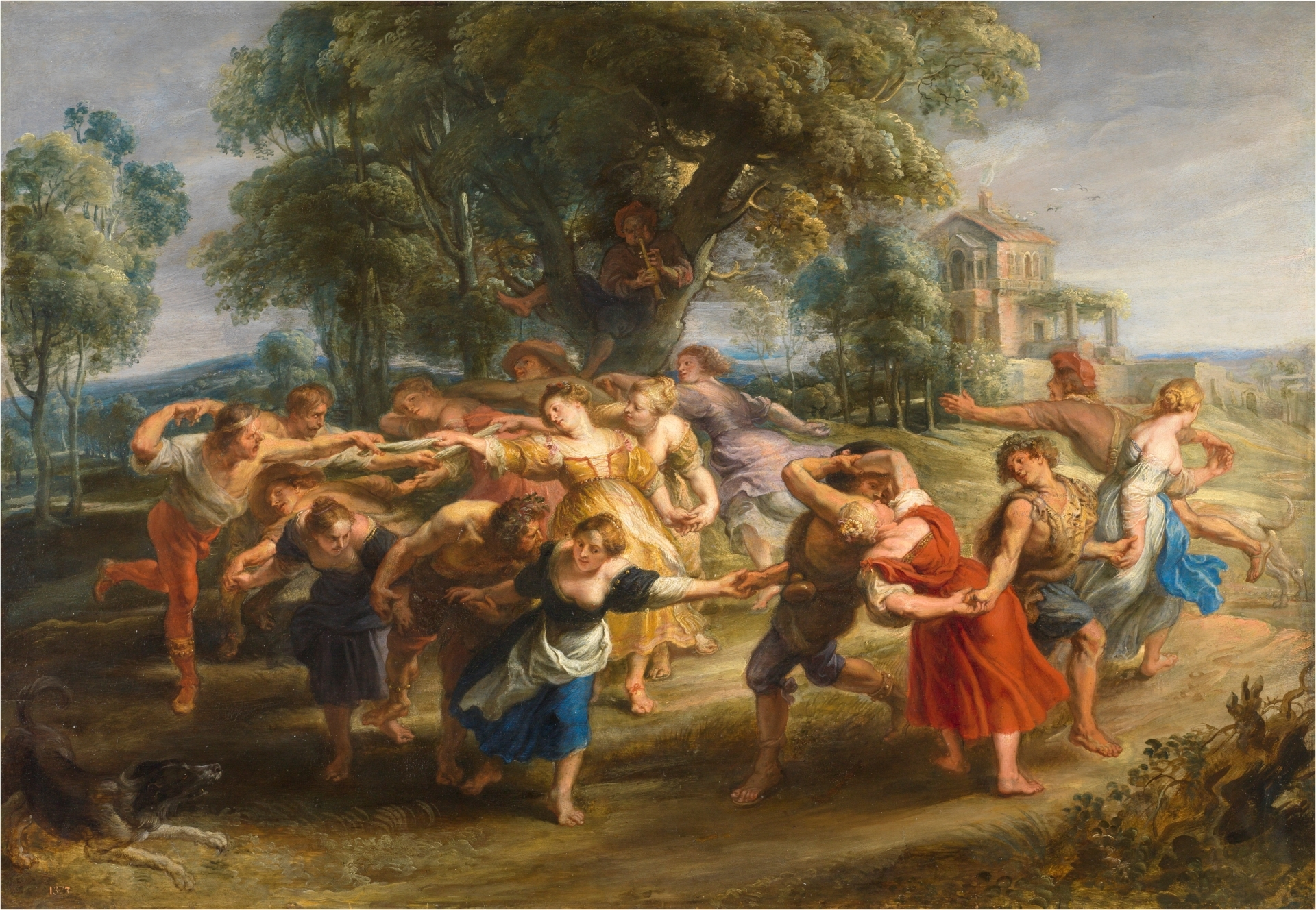
『村人の踊り』1635年頃 プラド美術館所蔵
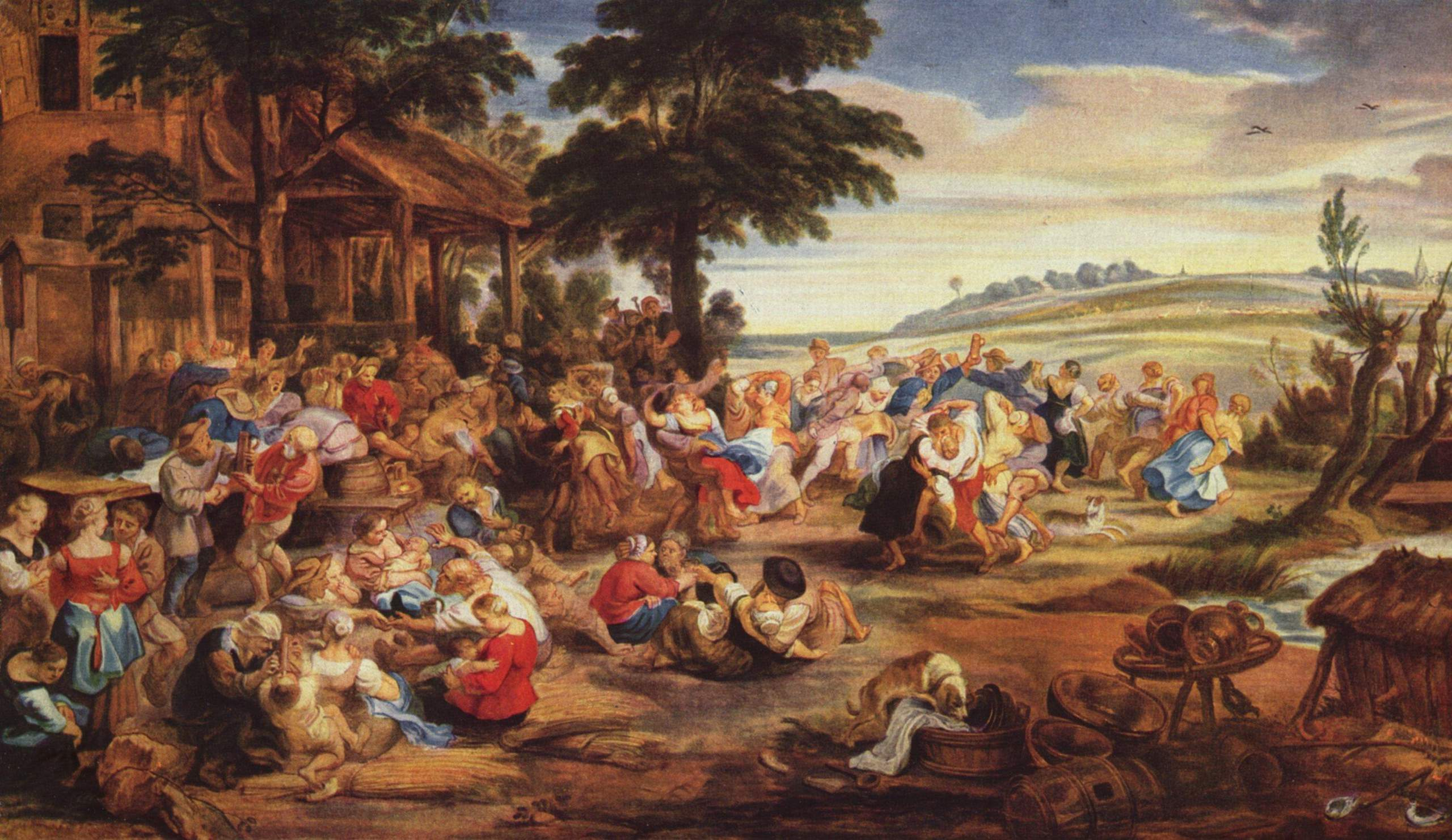
『村の祭り』1635年-1638年頃 ルーヴル美術館所蔵